# Metabelba parapulverosa
Metabelba parapulverosa är en kvalsterart som beskrevs av Johann Wilhelm Karl Moritz 1966. Metabelba parapulverosa ingår i släktet Metabelba och familjen Damaeidae. Inga underarter finns listade i Catalogue of Life.